# Ron Hewitt
Ronald „Ron“ Hewitt (* 21. Juni 1928 in Flint; † 23. September 2001) war ein walisischer Fußballspieler. Zwar nur im unterklassigen englischen Fußball als Spieler aktiv, gehörte er als walisischer Nationalspieler zum Aufgebot für die Weltmeisterschaft 1958.

## Biografie
Hewitt stand zunächst bei den Wolverhampton Wanderers unter Vertrag, unter Trainer Stan Cullis kam er jedoch nicht in der First Division zum Einsatz. Zwischenzeitlich war er 1949 an den FC Walsall in die Third Division verliehen. Auch nach seiner Rückkehr ohne Spieleinsatz wechselte er 1950 zum FC Darlington, den er nach einer Spielzeit in Richtung AFC Wrexham verließ. In der Third Division North etablierte er sich als Stammkraft und glänzte als regelmäßiger Torschütze. Bis 1957 war er für den Klub aktiv und holte sich dreimal den Titel des Torschützenkönigs der Liga. Damit machte er bei Cardiff City in der zweitklassigen Second Division auf sich aufmerksam. Auch hier war er ausgezeichneter Torschütze und in seinen zwei Jahren beim Klub jeweils bester vereinsinterner Schütze. Seine Torgefahr entging auch nicht der Football Association of Wales und 1958 debütierte er in der Nationalmannschaft. Im selben Jahr gehörte er zum Kader beim Weltmeisterschaftsturnier in Schweden und stand an der Seite von John Charles, Ivor Allchurch, Cliff Jones, Roy Vernon respektive Terry Medwin in zwei Gruppenspielen sowie dem Viertelfinalspiel gegen Brasilien in der Angriffsreihe auf dem Feld.
1959 kehrte Hewitt zum AFC Wrexham zurück, blieb dieses Mal jedoch nur eine Spielzeit. In der Folge wechselte er häufig den Verein. Zunächst lief er für Coventry City und Chester City auf, ehe er im Non-League football gegen den Ball trat. Dort war er für Hereford United, Northwich Victoria und Witton Albion aktiv.  1966 wechselte er zum walisischen Klub Caernarfon Town, nach einer Spielzeit kehrte er jedoch in den englischen Non-League football zurück und beendete nach einem Jahr bei Barmouth & Dyffryn United 1971 seine Karriere bei Congleton Town.
Hewitt arbeitete bei BICC Cables in Wrexham. Im Herbst 2001 starb er im Alter von 73 Jahren.